# 目撃!超逆転スクープ
『目撃!超逆転スクープ』（もくげき ちょうぎゃくてんスクープ）は、フジテレビ系列で2018年から『土曜プレミアム』枠内で不定期で放送されている番組。

## 内容
世界で実際に起きた劇的状況や事件を、その犯行現場をスタジオにプロジェクションマッピングで再現しながら描いていく。
取り上げられた事件
- エリザベス・スマート誘拐事件（1）
- オーストリア少女監禁事件（2）
- リオデジャネイロバスジャック事件（2）
- 2014年シドニー人質立て籠もり事件（3）
- ケニアショッピングモール襲撃事件（4）
- ジェイミー・クロス誘拐事件（5）

## 出演
MC
- 矢部浩之（ナインティナイン）
- 出川哲朗
- 小島瑠璃子（第7回まで）
- 佐藤栞里（第8回から）

プロジェクションマッピング
- アリス・フレミング(第5回のみ)

## 放送日時・サブタイトル
| 回 | 放送年月日     | サブタイトル                                | 放送時間（JST） | 放送枠         |
| -- | -------------- | ------------------------------------------- | --------------- | -------------- |
| 1  | 2018年5月6日   | 世紀の誘拐事件&奇跡の生還                   | 21:00 - 23:10   | 土曜プレミアム |
| 2  | 2018年11月3日  | 世紀の凶悪監禁犯VS決死の生還劇              | 21:00 - 23:10   | 土曜プレミアム |
| 3  | 2019年4月13日  | 戦慄の凶悪犯VS決死の救出作戦                | 21:00 - 23:10   | 土曜プレミアム |
| 4  | 2019年7月13日  | 娘を救え!命をかけた母の闘い 愛と涙の生還    | 21:00 - 23:10   | 土曜プレミアム |
| 5  | 2020年2月15日  | 殺人者の微笑み                              | 21:00 - 23:10   | 土曜プレミアム |
| 6  | 2021年1月16日  | これが決定的瞬間!カメラが暴いた凶悪犯の真実 | 21:00 - 23:10   | 土曜プレミアム |
| 7  | 2021年12月18日 | 家族を引き裂く衝撃のミステリー事件簿        | 21:00 - 23:10   | 土曜プレミアム |
| 8  | 2022年12月3日  | 愛と欲望と偽りの仮面                        | 21:00 - 23:10   | 土曜プレミアム |

## ネット局
| 放送対象地域   | 放送局                    | 系列                                         | ネット状況 |
| -------------- | ------------------------- | -------------------------------------------- | ---------- |
| 関東広域圏     | フジテレビ（CX）          | フジテレビ系列                               | 【制作局】 |
| 北海道         | 北海道文化放送（uhb）     | フジテレビ系列                               | 同時ネット |
| 岩手県         | 岩手めんこいテレビ（mit） | フジテレビ系列                               | 同時ネット |
| 宮城県         | 仙台放送（OX）            | フジテレビ系列                               | 同時ネット |
| 秋田県         | 秋田テレビ（AKT）         | フジテレビ系列                               | 同時ネット |
| 山形県         | さくらんぼテレビ（SAY）   | フジテレビ系列                               | 同時ネット |
| 福島県         | 福島テレビ（FTV）         | フジテレビ系列                               | 同時ネット |
| 新潟県         | NST新潟総合テレビ（NST）  | フジテレビ系列                               | 同時ネット |
| 長野県         | 長野放送（NBS）           | フジテレビ系列                               | 同時ネット |
| 静岡県         | テレビ静岡（SUT）         | フジテレビ系列                               | 同時ネット |
| 中京広域圏     | 東海テレビ（THK）         | フジテレビ系列                               | 同時ネット |
| 富山県         | 富山テレビ（BBT）         | フジテレビ系列                               | 同時ネット |
| 石川県         | 石川テレビ（ITC）         | フジテレビ系列                               | 同時ネット |
| 福井県         | 福井テレビ（FTB）         | フジテレビ系列                               | 同時ネット |
| 近畿広域圏     | 関西テレビ（KTV）         | フジテレビ系列                               | 同時ネット |
| 岡山県・香川県 | 岡山放送（OHK）           | フジテレビ系列                               | 同時ネット |
| 島根県・鳥取県 | さんいん中央テレビ（TSK） | フジテレビ系列                               | 同時ネット |
| 広島県         | テレビ新広島（tss）       | フジテレビ系列                               | 同時ネット |
| 愛媛県         | テレビ愛媛（EBC）         | フジテレビ系列                               | 同時ネット |
| 高知県         | 高知さんさんテレビ（KSS） | フジテレビ系列                               | 同時ネット |
| 福岡県         | テレビ西日本（TNC）       | フジテレビ系列                               | 同時ネット |
| 佐賀県         | サガテレビ（STS）         | フジテレビ系列                               | 同時ネット |
| 長崎県         | テレビ長崎（KTN）         | フジテレビ系列                               | 同時ネット |
| 熊本県         | テレビくまもと（TKU）     | フジテレビ系列                               | 同時ネット |
| 宮崎県         | テレビ宮崎（UMK）         | フジテレビ系列 日本テレビ系列 テレビ朝日系列 | 同時ネット |
| 鹿児島県       | 鹿児島テレビ（KTS）       | フジテレビ系列                               | 同時ネット |
| 沖縄県         | 沖縄テレビ（OTV）         | フジテレビ系列                               | 同時ネット |

## スタッフ

### 第8回
- ナレーター：高川裕也、桑原礼佳
- 構成：石原大二郎、石井成和
- 編集：高橋彰芳
- 音効：杉本栄輔（第2回-）、富岡隆晃（第8回）
- CG：多田圭、齋藤一広（共にフジテレビ）、山本亮太（第1-3,6,8回）

[スタジオ]
- TD/SW：大嶋徹
- カメラ：木戸亜由美（第3回-）
- VE：野瀬かおり（第2回-）
- AUD：村脇昭一
- 照明：毛利克也
- 美術プロデューサー：古川重人（フジテレビ）
- デザイン：齋田崇史（フジテレビ）
- アートコーディネーター：平山雄大
- 大道具：宮路博貴、新屋貴之
- アクリル装飾：國母淳一
- 電飾(第6回)：桑島亮太（第6回-、第2-4回は特殊装置）
- 衣装(第5回-)：宮澤愛（第5回-）
- 持道具(第5回-)：若林瑞穂（第5回-）
- メイク：山田かつら

[プロジェクションマッピング]
- 制作：アシュラスコープ インスタレーション
- 技術：石野創太（第2,5,7回-、TUBE）

[海外取材](第8回)
- CAM：ジョナサン・ボードン（第8回、第4-7回は取材カメラでJonathan Baudoin名義）
- コーディネーター：ロバート・ワカマツ（第6,7回は取材コーディネーターでRobert Wakamatsu名義）

[再現]
- CAM：上坂篤志（第8回、第7回まではカメラ）
- VE：國本航平（第3,5回-、第1回は圓本名義）
- 照明：石川尚正（第3回-）
- EED：渕真悟（第5,6,8回）
- MA：高良玄（第3,5回-）
- 編成：柳元大輝（フジテレビ、第8回）
- 広報：村山彩夏（フジテレビ、第8回）
- 校正：黒木勝己
- TK：菊地瑞穂
- 技術協力：共テレ（第1回は共同テレビジョンと表記）、フジアール、IMAGICA、チトセアート、fmt、ヤマモリ、video pedic、テルミック、SPOT、東京衣装、京阪商会（その他→第1回-、テルのみ→第2回-、IMA→第3回-、東京・京阪→第5回-）
- 協力：Seryon、One's One、Sharaku、山田プロ、麗タレントプロモーション、HIBIYA Matsumotoro、K'S STUDIO、SBS、AP/アフロ、YTN、CNN Collection、ゲッティ、Shutter stock（Sha→第1回-、CNN→第1,4回-、AP/アフロ→第1,4,6回-、山田→第3,8回、ゲッティ→第7回、Se・One's・麗・HIBIYA・K'S・SBS・YTN・Shutter→第8回）
- 制作スタッフ：雄山絵実子、門田都花（共に第8回、第7回はAD）
- 制作デスク：松室妙（第6,8回、第7回はデスク）
- リサーチ：岩田久美子、申英美（申→第8回）
- ディレクター：新垣博章、今井恵介（今井→第8回）、桐山育恵（第6回-）
- プロデューサー：吉川和仁（バンエイト）、小野智香（第7回-、第6回まではAP）
- 演出：京田宣良（バンエイト）
- 総合演出・プロデューサー：西村陽次郎（フジテレビ）
- 制作協力：バンエイト
- 制作：フジテレビニュース総局情報制作局情報企画開発センター
- 製作著作：フジテレビ

### 過去のスタッフ
- 音効：江口尚人（第1回）、佐藤秀国（第3回）、木村実玖子（第4回）、鈴木瑞穂（第5回）、大山豊（第6回）、川瀬未来也（第7回）
- CG：永野達也（第1-5,7回）

[スタジオ]
- カメラ：橘優花（第1回）、伴野匡（第2回）
- VE：佐藤光（第1回）
- 収録(第4-6回)：工藤広行（第4-6回）
- 視覚効果(第6回)：浅田雅美（第6回）
- FD：牛窪信二（第1回）

[プロジェクションマッピング]
- 技術：鈴木泰則（第3,6回）、戸高睦治（第4回）（共にTUBE）

[取材・再現]（第1,5回）・[撮影]（第2回）
- カメラ：石黒雄太（石黒→第2回は撮影）、森岡知之（第5回）、劉萍（第6回）
- VE：石塚正明（第1-4回）、武廣吉則（第4回）
- コーディネーター：Jonathan Baudoin 島田恵子、近清正和、高田紀恵（共に第1回）、太田真理エリザ、鐙野ジュンコ・ブラジリーナ（共に第2回）、鄭磊（第6回）

[声](第7回)：鈴木まどか（第7回）
- EED：古橋満希夫（第1回）、相見信介（第2回）、田郡章裕、高瀬孝河（共に第3回）、棚橋雄太郎（第4回）、牧野晃司（第7回）
- MA：眞坂聡美（第1,2回）、中尾和博（第3回）、横井秀也（第4回）
- 編成：藤井修（第1回）、橋本英司（第2回）、春名剛生（第3,4回）、高田雄貴（第5,6回）、上原寿一（第7回）（共にフジテレビ）
- 広報：池田綾子（第3回まで）、太田真紀子（第4回）、北村桃子（第4-6回）、田中奈美（第7回）（共にフジテレビ）
- 技術協力：M&P工房、コスモスペース（共に第1回）、スタジオヴェルト（第1,2回）、麻布プラザ（第3回）、FCI NY（第5,6回）、東京特殊効果（第6回）
- 協力：Tom Smart、フレームイン、ABCNEWS video Source、AX iom Images、A&E Television Networks,LLC.、KSL News、Getty Images、The Conus Archive、Twentieth Television（共に第1回）、NATIVE BRASIL、TV Globo JOURNEYMAN PICTURES、Constaintin Film verleih、GmbH Zazen Producoes、ORF（共に第2回）、木更津ロケーションサービス（第2,7回）、Seven Network（Australia）、Australian Broad casting Corporation Library Sales、ABC News、NEWS FIRST、CPインターナショナル オーストラリア（共に第3回）、クリーク・アンド・リバー社（第4回まで）、マックスサファリ、LAZA WALK、Joel lvory-Harte,、Lifetime Entertainment、Reuters Communications Manage、ロイター/アフロ、AFP/アフロ（共に第4回）、NBC Universal（第4,5回）、The New York Post/NYP Holdings,Inc.、WisconsinEye Public Affairs Network、Gregory P.Mango、アフロ、PIXTA（共に第5回）、Veritone/CBS（第5-7回）、Multi Technology 、Boynton Beach Police Department（第6回）、Getty Images/NBC News Archives（共に第6,7回）、REMIX News Archives "48 Hours"、小山町フィルムコミッション、KTVI、スタジオタウン小山、KSDK-TV、Louis,MOFBI/AFP/アフロ（共に第7回）
- AD：賀雅馨（第2-5回）、神﨑辰也（第4回）、青木志穂（第4-6回）、牛之濱誠廉（第5回）、大塚由希（第6回）、馮展祺（第6回）
- 制作デスク：地元純子（第4-6回、第3回まではデスク）
- リサーチ：舘智美（第4回まで）、四方竜太郎（第5回）
- ディレクター：房川立樹（第3回まで）、大野洋（第1,3-7回）、竹本恭一朗（竹本→第4-7回、第3回はAD）